# Jordan Nobbs
Jordan Nobbs (født 8. december 1992) er en engelsk fodboldspiller, der spiller for Aston Villa og for Englands landshold. Hun har tidligere spillet for Arsenal Ladies og Sunderland.